# Cryptographis beckeri
Cryptographis beckeri là một loài bướm đêm trong họ Crambidae.